# Mansfeld (Allemagne)
Pour les articles homonymes, voir Mansfeld.
Mansfeld est une ville de l'arrondissement de Mansfeld-Harz-du-Sud, dans le land de Saxe-Anhalt, en Allemagne. Située dans une région minière traditionnelle, elle est connue pour son château, résidence ancestrale des comtes de Mansfeld.

## Géographie
Elle est située sur la rivière Wipper au piémont oriental du massif du Harz. Le centre-ville se trouve à 10 kilomètres au nord-ouest d'Eisleben et à 35 kilomètres au nord-ouest de Halle-sur-Saale. 

### Quartiers
Le territoire communal comprend 15 localités :
| - Abberode - Annarode - Biesenrode - Braunschwende - Friesdorf | - Gorenzen - Großörner - Hermerode - Mansfeld-Lutherstadt - Möllendorf | - Molmerswende - Piskaborn - Ritzgerode - Siebigerode - Vatterode |

## Historique
| Appartenances historiques Comté de Mansfeld 1069-1780 Royaume de Prusse (Duché de Magdebourg) 1780–1807 Royaume de Westphalie 1807–1813 Royaume de Prusse (Province de Saxe) 1815–1918 République de Weimar 1918–1933 Reich allemand 1933–1945 Allemagne occupée 1945–1949 République démocratique allemande 1949–1990 Allemagne 1990–présent |

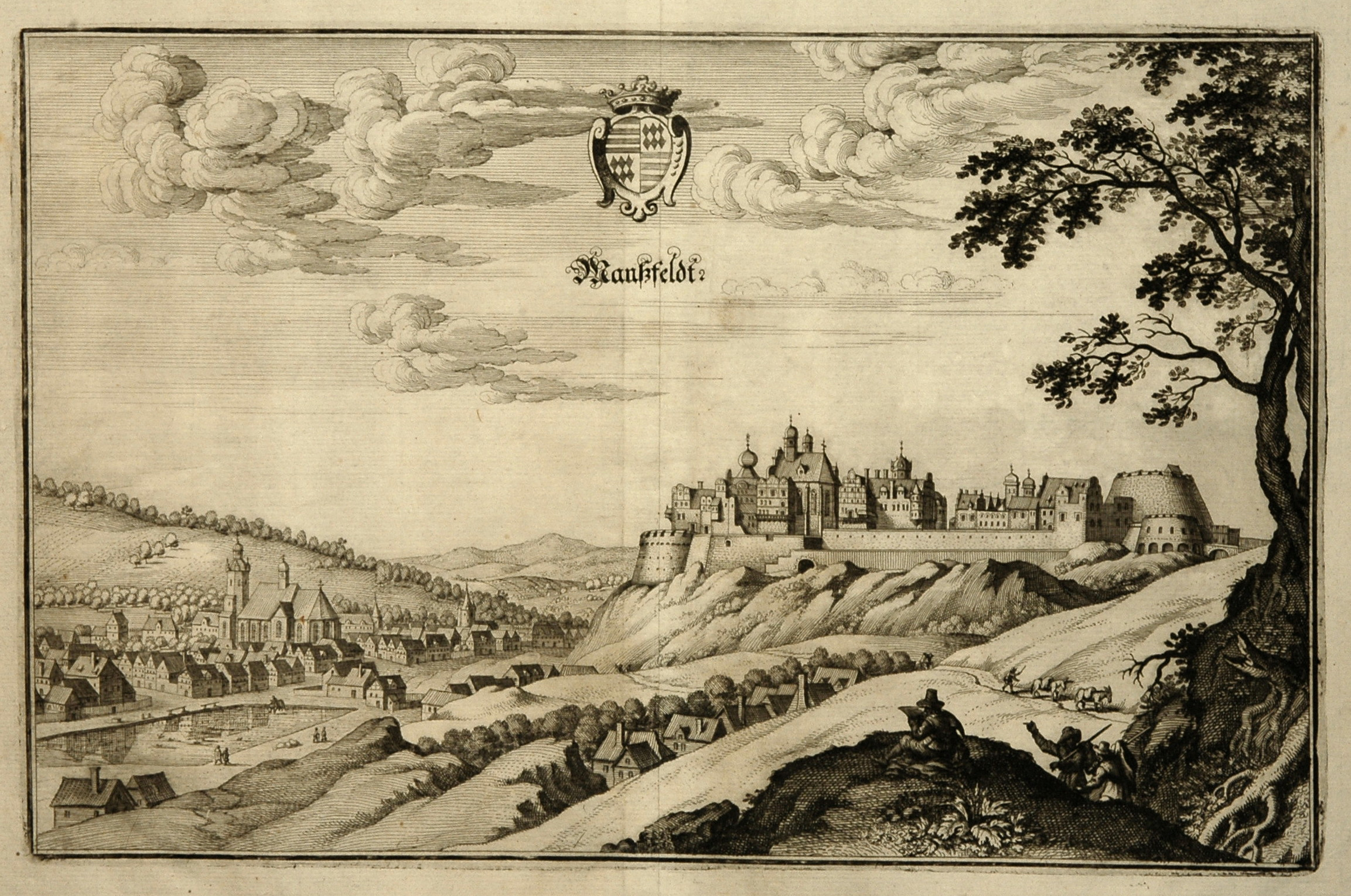
Mansfeld en 1650

Mansfeld a acquis ses privilèges de ville en l'an 1400. Elle doit son développement à des gisements de cuivre et d'argent. Le père de Martin Luther, Hans Luder (1459-1530), s'y est installé en 1484. Luther y a donc grandi et en a fréquenté l'école de 1488 à 1496. Sa maison familiale est aujourd'hui un musée.
Après la mort du dernier comte de Mansfeld en 1780, la ville entre avec la partie prussienne du comté dans les possessions du duché de Magdebourg. Elle jouit du privilège de ville immédiate, c'est-à-dire qu'elle est directement régie par le duché à partir de Magdebourg. En 1807, Napoléon la rattache au royaume de Westphalie dirigé par son frère Jérôme. Elle fait donc partie du district de Halle du département de la Saale. Après le congrès de Vienne, Mansfeld forme en octobre 1816 l'arrondissement de Mansfelder Seekreis qui est rattaché à la Saxe prussienne, le siège de son Landsrat se trouvant à Eisleben.
La ville de Leimbach lui a été rattachée en 1950, ainsi que huit autres communes en 2005. En tout ce sont les villages et communes suivants qui lui ont été rattachés: Abberode (2009), Annarode (2005), Biesenrode (2005), Blumerode (1950 rattaché à Möllendorf), Braunschwende (2009), Friesdorf (2009), Gorenzen (2005), Gräfenstuhl (1950 avec Vatterode), Großörner (2005), Hermerode (2009), Leimbach (1950), Möllendorf (2005), Molmerswende (2009), Piskaborn (2005), Rammelburg (1950 après Friesdorf), Ritzgerode (2009), Siebigerode (2005), Steinbrücken (1950 après Abberode), Tilkerode (1950, rattaché à Abberode), Vatterode (2005) et Wimmelrode.

## Le château
Du château fort (château de Mansfeld), il ne reste que les ruines d'une imposante forteresse et de ses trois châtelets ; la chapelle a été conservée intacte. Bien avant la première mention écrite du château, en 1229, il y avait à cet endroit un fort de style roman, qui était le palais des seigneurs de Mansfeld. Ce nom est évoqué pour la première fois dans les sources en 973. Les fouilles sur le site ont montré la présence d'un beffroi et d'une muraille à appareil en épi, remontant à la seconde moitié du XIe siècle. Les sources nomment en 1060 un certain comte Hoyer de Mansfeld comme le fondateur du fief. La branche aînée des seigneurs de Mansfeld s'éteint en 1229 et le château fort est laissé à l'abandon. C'est certainement le comte Burchard III (ou Burkhard III) de Querfurt qui en 1264 fait de l'ancienne forteresse son nouveau palais. Au XIVe siècle le château bénéficie d'importants travaux de réparation, qui lui permettent de résister victorieusement aux assaut de l'évêque d'Halberstadt (1342) et du markgrave de Misnie (1362).
Le château abrite aujourd'hui un centre d'éducation protestant et n'est plus ouvert aux visiteurs, sauf de la journée du Patrimoine (2e dimanche de septembre).

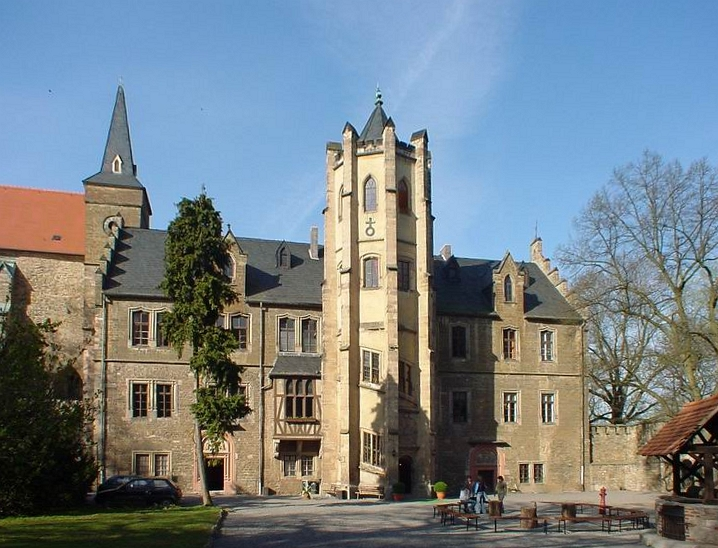
Le château de Mansfeld
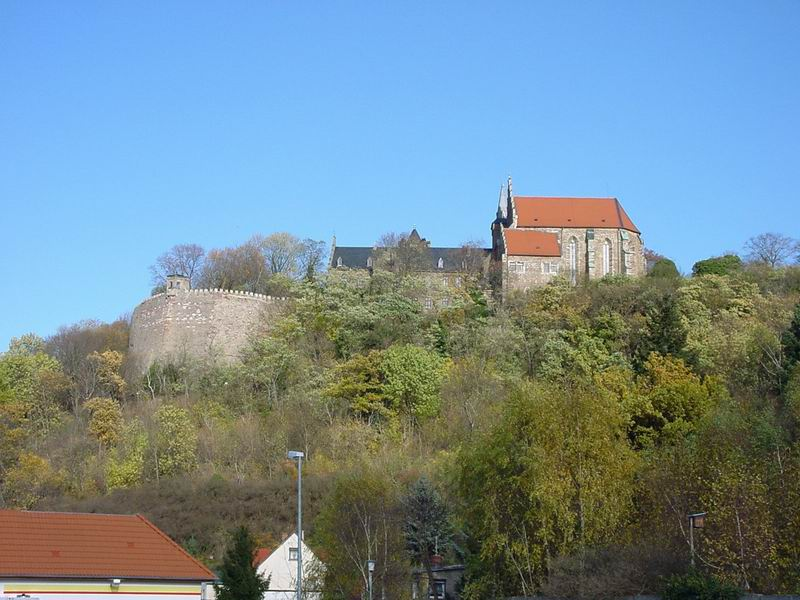
Panorama sur la ville, le mur d'escarpe et la chapelle
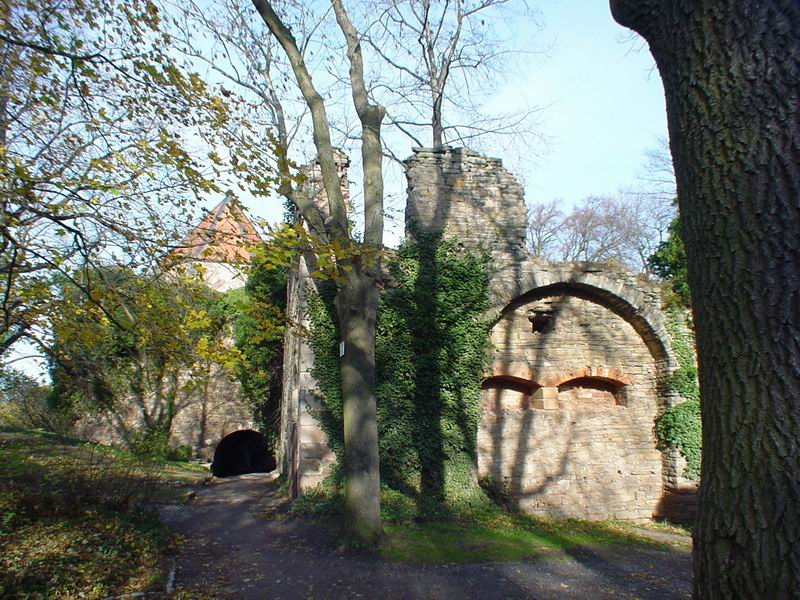
Ruines du château Hinterort
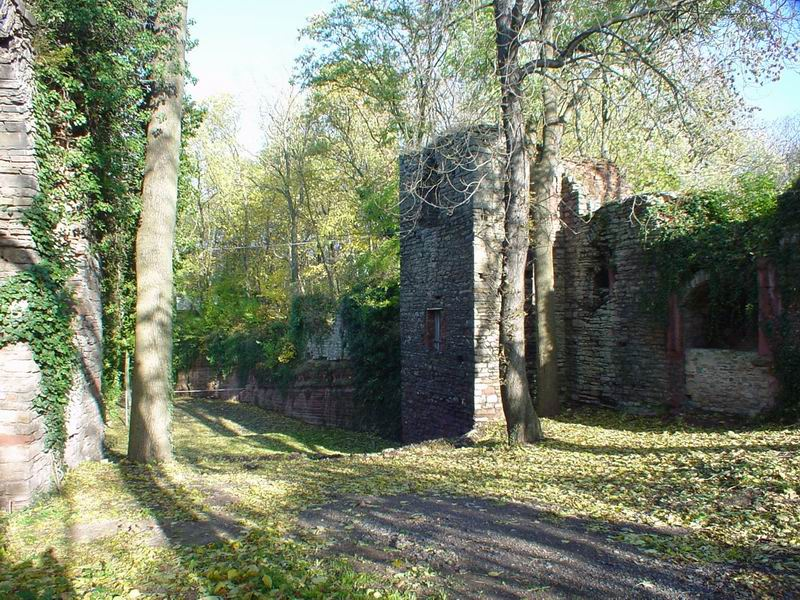
Les fossés intérieurs
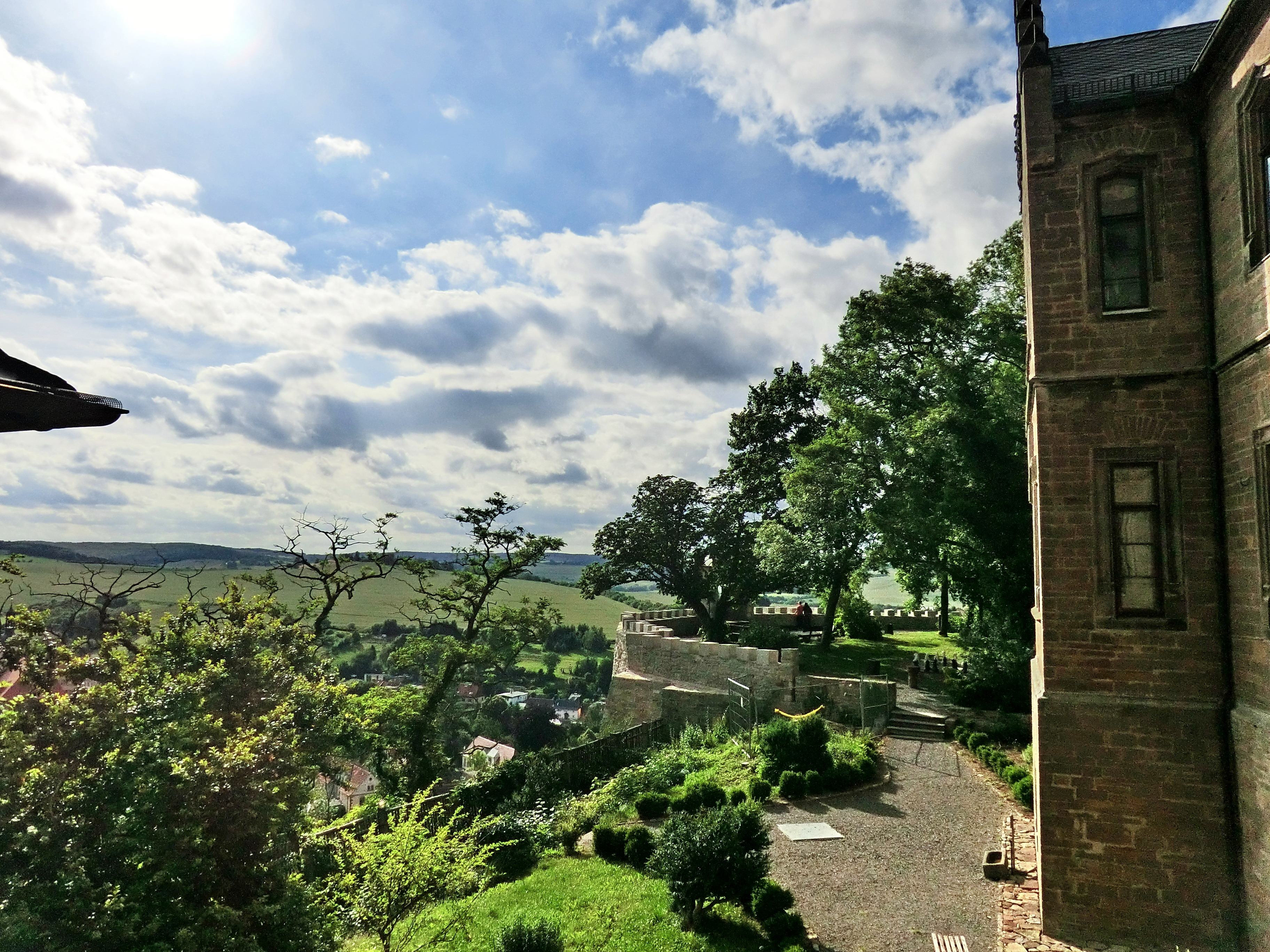
Panorama depuis les chemins de ronde
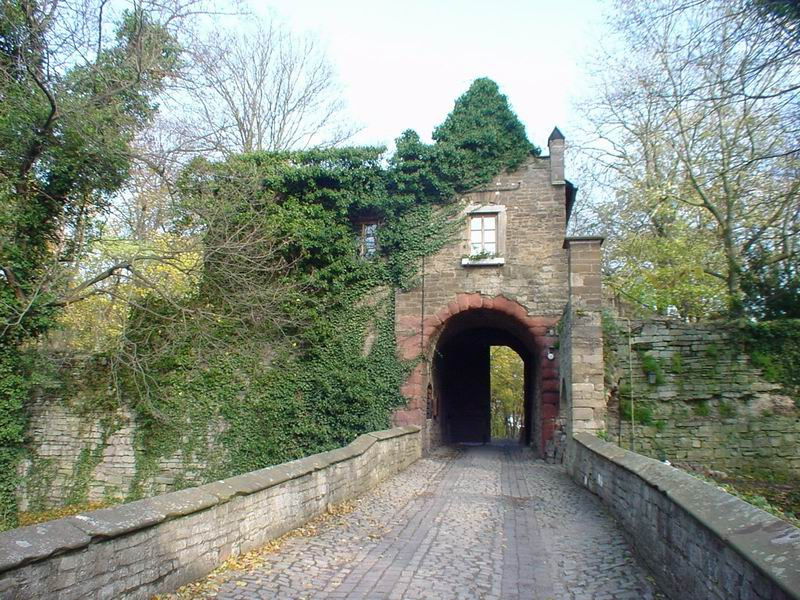
Entrée

## Personnalité
- Johann Wigand (v. 1523-1587), théologien, y est né.